# انتونیو خوزه دو سوکره
انتونیو خوزه دو سوکره (انگلیسی: Antonio José de Sucre y Alcalá؛ زاده ۳ فوریهٔ ۱۷۹۵ درگذشته ۴ ژوئن ۱۸۳۰) یک سیاست‌مدار اهل بولیوی بود.

## زندگینامه

### خانواده
ریشه‌های خاندان اشرافی سوکره به فلاندر برمی‌گردد . این خاندان از طریق شارل دو سوکره و فرانکو پرز، یک اشراف‌زاده فلاندری، پسر شارل آدریان دو سوکره، مارکی پرو و بوئناونتورا کارولینا ایزابل گاریدو و پاردو، یک اشراف‌زاده اسپانیایی، به ونزوئلا رسیدند . شارل دو سوکره و پاردو در سال ۱۶۹۸ به عنوان سرباز در کاتالونیا خدمت کرد و بعدها به عنوان فرماندار کارتاخنا د ایندیاس و کاپیتان ژنرال کوبا منصوب شد . در ۲۲ دسامبر ۱۷۷۹، شارل دو سوکره و پاردو به کومانا ، ونزوئلا رسید و به عنوان فرماندار نیو آندلس ، که شامل ایالت سوکره امروزی می‌شود ، منصوب شد .

### حرفه نظامی
در سال ۱۸۱۴، آنتونیو خوزه د سوکره به مبارزه برای استقلال آمریکای جنوبی از اسپانیا پیوست. نبرد پیچینچا در ۲۴ مه ۱۸۲۲، در دامنه‌های آتشفشان پیچینچا ، در نزدیکی کیتو، در اکوادور امروزی ، رخ داد . این رویارویی که در چارچوب جنگ‌های استقلال آمریکای اسپانیایی انجام شد ، ارتش میهن‌پرستان تحت فرماندهی سوکره را در مقابل ارتش سلطنت‌طلبان به فرماندهی فیلد مارشال ملکور ایمریچ قرار داد . شکست نیروهای سلطنت‌طلب منجر به آزادی کیتو و تضمین استقلال استان‌های متعلق به ریاست جمهوری کیتو ، حوزه قضایی اداری استعماری اسپانیا که در نهایت جمهوری اکوادور از آن ظهور کرد، شد.
در اواخر سال ۱۸۲۴، سلطنت‌طلبان هنوز کنترل بیشتر مناطق جنوبی پرو و همچنین قلعه رئال فیلیپه در بندر کالائو را در دست داشتند . در ۹ دسامبر ۱۸۲۴، نبرد آیاکوچو در پامپا د لا کینوا، در نزدیکی شهر کینوا ، بین نیروهای سلطنت‌طلب و میهن‌پرستان درگرفت. سوکره، به عنوان ستوان سیمون بولیوار ، نیروهای میهن‌پرست را به پیروزی بر نایب‌السلطنه خوزه د لا سرنا ، که زخمی شده بود، هدایت کرد. پس از نبرد، خوزه د کانتراک، فرمانده کل قوا، تسلیم نهایی ارتش سلطنت‌طلبان را از طرف او امضا کرد. در نتیجه، او به درخواست کنگره پرو، توسط قوه مقننه کلمبیا به درجه مارشالی و ژنرالی ارتقا یافت .
پس از پیروزی در آیاکوچو، به دنبال دستورات دقیق بولیوار، سوکره که به عنوان مارشال بزرگ آیاکوچو منصوب شده بود، در ۲۵ فوریه ۱۸۲۵ وارد قلمرو پرو علیا (که امروزه با نام بولیوی شناخته می‌شود ) شد. علاوه بر داشتن دستور تأسیس یک دولت مستقل، نقش او محدود به قانونی جلوه دادن روندی بود که خود پرو علیا از قبل آغاز کرده بود.
ژنرال سلطنت‌طلب پدرو آنتونیو اولانتا در پوتوسی اقامت داشت و تا ژانویه گردان پیاده نظام "اتحاد" را که از پونو به فرماندهی سرهنگ خوزه ماریا والدز آمده بود، در آنجا پذیرفت . سپس اولانتا شورای جنگ را فراخواند که موافقت کرد مقاومت را به نام فردیناند هفتم ادامه دهد. سپس، اولانتا نیروهای خود را بین قلعه کوتاگایتا با گردان "چیچاس" به فرماندهی سرهنگ مدیناچلی توزیع کرد، در حالی که والدز به همراه گردان پیاده نظام "اتحاد" و شبه‌نظامیان وفادار به چوکیساکا اعزام شد و اولانتا خود با ۶۰۰۰۰ سکه طلا از سکه‌خانه در پوتوسی به سمت ویتیچی حرکت کرد . اما برای پرسنل نظامی اسپانیا در پروی علیا، خیلی دیر شده بود، زیرا از سال ۱۸۲۱ جنگ چریکی تمام‌عیار در این بخش از قاره در جریان بود.
با این حال، در کوچابامبا، گردان اول هنگ پیاده نظام "فردیناند هفتم" به رهبری سرهنگ خوزه مارتینز، شورش کرد و به جنبش استقلال پیوست، و بعداً گردان دوم، هنگ پیاده نظام "فردیناند هفتم" در والگراند ، به دنبال آن شورش کرد و منجر به استعفای اجباری سرتیپ فرانسیسکو آگیلرا در ۱۲ فوریه شد. سرهنگ سلطنت‌طلب خوزه مانوئل مرکادو در ۱۴ فوریه سانتا کروز د لا سیرا را اشغال کرد، در حالی که چایانتا در دست سرهنگ دوم پدرو آرایا، به همراه اسکادران‌های سواره نظام "سانتا ویکتوریا" (پیروزی مقدس) و "اژدهاهای آمریکایی" (اژدهاهای آمریکایی) باقی ماند، و در چوکیساکا، اسکادران سواره نظام "اژدهاهای مرزی" (اژدهاهای مرزی) به رهبری سرهنگ فرانسیسکو لوپز در ۲۲ فوریه پیروزی نیروهای استقلال را اعلام کرد. در این مرحله، اکثر نیروهای سلطنت‌طلب پرو علیا از ادامه جنگ علیه ارتش قدرتمند سوکره خودداری کردند و اتحاد خود را تغییر دادند. سرهنگ مدیناچلی با ۳۰۰ سرباز نیز علیه اولانتا شورش کرد و در ۲ آوریل ۱۸۲۵ آنها در نبرد توموسلا با یکدیگر روبرو شدند که با مرگ اولانتا پایان یافت. چند روز بعد، در ۷ آوریل، ژنرال خوزه ماریو والدز در چکولته به ژنرال اوردینینا تسلیم شد و به جنگ در پرو علیا پایان داد و پیروزی را برای جنبش استقلال محلی که از سال ۱۸۱۱ فعال بود، اعلام کرد.

## نقش سوکره در تاسیس بولیوی
همچنین ببینید: جنگ استقلال بولیوی

پس از آنکه مجلس مؤسسان در چوکیساکا توسط مارشال سوکره در ۸ ژوئیه ۱۸۲۵ مجدداً تشکیل و بعداً به پایان رسید، استقلال کامل پرو علیا تحت عنوان جمهوری تعیین شد. در نهایت، خوزه ماریانو سرانو ، رئیس مجلس ، به همراه کمیسیونی، «قانون استقلال بخش‌های علیای پرو» را که تاریخ ۶ اوت ۱۸۲۵ را دارد، به افتخار نبرد جونین که بولیوار در آن پیروز شد، تدوین کردند. استقلال توسط ۷ نماینده از چارکاس، ۱۴ نماینده از پوتوسی ، ۱۲ نماینده از لاپاز ، ۱۳ نماینده از کوچابامبا و ۲ نماینده از سانتا کروز اعلام شد . قانون استقلال که توسط رئیس کنگره، سرانو، نوشته شده بود، در بخش توضیحی خود بیان می‌کند:
« جهان می‌داند که سرزمین پروی علیا، در قاره آمریکا، قربانگاهی بوده است که مردم آزاد اولین خون را در آن ریختند، و سرزمینی که آخرین گور ستمگران سرانجام در آن قرار دارد. امروز، بخش‌های پروی علیا در مقابل تمام زمین به تصمیم برگشت‌ناپذیر آن برای اداره شدن توسط خودشان اعتراض می‌کنند. »
طی فرمانی مقرر شد که ایالت جدید در پروی علیا، به افتخار آزادی‌بخش، که به عنوان «پدر جمهوری و رئیس عالی دولت» منصوب شده بود، نام «جمهوری بولیوار» را بر خود داشته باشد. بولیوار از آنها به خاطر این افتخارات تشکر کرد، اما ریاست جمهوری را نپذیرفت و در عوض، این وظیفه را به پیروز آیاکوچو، مارشال بزرگ سوکره، سپرد که بعداً در همان روز به عنوان اولین رئیس جمهور بولیوی سوگند یاد کرد . پس از مدتی، موضوع نام ملت جوان دوباره مطرح شد و یک نماینده پوتوسیایی به نام مانوئل مارتین کروز راه حلی ارائه داد و پیشنهاد کرد که همانطور که روم از رومولوس می‌آید، ملت جدید بولیوی نیز باید از بولیوار بیاید .
« اگر از رومولوس باشد، روم است؛ اگر از بولیوار باشد، بولیوی است .»
وقتی بولیوار خبر این تصمیم را دریافت کرد، از این ملت جوان احساس غرور کرد، اما تا آن زمان با میل و رغبت استقلال پروی علیا را نپذیرفته بود، زیرا به دلیل موقعیت بولیوی در مرکز آمریکای جنوبی، نگران آینده آن بود. به گفته بولیوار، این امر ملتی را ایجاد می‌کرد که با جنگ‌های آینده زیادی روبرو خواهد شد. بولیوار آرزو داشت که بولیوی بخشی از کشور دیگری شود، ترجیحاً پرو (با توجه به اینکه قرن‌ها بخشی از نایب‌السلطنه پرو بوده است ) یا آرژانتین (از آنجا که در دهه‌های آخر قلمرو استعماری بخشی از نایب‌السلطنه ریو د لا پلاتا بوده است )، اما آنچه عمیقاً او را متقاعد کرد، نگرش مردم بود. در ۱۸ اوت، پس از ورود او به لاپاز، تظاهراتی از شادی مردم برپا شد. همین صحنه هنگامی که آزادی‌بخش به اورورو ، سپس به پوتوسی و سرانجام به چوکیساکا رسید، تکرار شد، جایی که او بار دیگر با ستوان چندین ساله خود ملاقات کرد. چنین تظاهرات پرشوری از سوی مردم، بولیوار را تحت تأثیر قرار داد، به طوری که او ملت جدید را «دختر برگزیده» خود نامید و مردم جمهوری جدید او را «پسر برگزیده» خود نامیدند.
پس از تأسیس بولیوی، او همچنین فرمانده کل نیروهای مسلح بولیوی شد که روز بعد بر اساس نیروهای چریکی و ارتش‌های میهن‌پرست فعال مستقر در زمان اعلامیه، آن را ایجاد کرد. او اولین قانون اساسی جمهوری جوان را در سال ۱۸۲۸ تدوین کرد.

## مرگ
سوکره در ۴ ژوئن ۱۸۳۰ کشته شد.  ژنرال خوان خوزه فلورس می‌خواست بخش‌های جنوبی (کیتو، گوایاکیل و آزوای) را که ناحیه اکوادور نامیده می‌شد، از کلمبیای بزرگ جدا کند تا یک کشور مستقل تشکیل دهد و اولین رئیس جمهور آن شود. ژنرال فلورس معتقد بود که اگر آنتونیو خوزه د سوکره از بوگوتا به کیتو برسد، می‌تواند نقشه‌های او را خنثی کند، زیرا سوکره به دلیل شهرتش به عنوان یک قهرمان و رهبر در نبردهای پیچینچا، تارکی و آیاکوچو بسیار محبوب بود. ژنرال خوان خوزه فلورس خود را با سرتیپ خوزه ماریا اوباندو ، رهبر ضد بولیوار و ضد سوکره و فرمانده کل کائوکا ، که در مرگ سوکره حضور نداشت اما این عمل جنایتکارانه را به سرهنگ ونزوئلایی آپولینار موریلو، فرمانده خوان گرگوریو ساریا (که بعداً اعتراف کرد که از اوباندو پول گرفته است)، خوزه ارازو (یک راهزن و چریک جنگجو) و سه نفر از افراد تحت تعقیب به عنوان همدست، واگذار کرده بود، در تماس قرار داد. نقشه این بود که در صبح روز ۴ ژوئن ۱۸۳۰، در منطقه جنگلی سرد و تاریک بروکوس، در امتداد مسیری باریک که همیشه پوشیده از مه بود، به خوزه آنتونیو دو سوکره کمین کنند.
پنج قاتل پشت درختان در امتداد بخشی از مسیر معروف به لا جاکوبا پنهان شده بودند و منتظر گروه سوکره بودند که قرار بود از صف واحد منطقه عبور کنند. همراهان سوکره شامل هفت نفر بودند: دو قاطرچی با چمدان‌ها، دو گروهبان، یکی از آنها پیشخدمت مارشال، نماینده‌ای از کوئنکا در کنگره، و [ نیازمند توضیح ] خدمتکارش، و در نهایت خود سوکره. وقتی سوکره به لا جاکوبا نزدیک شد، مورد اصابت سه گلوله قرار گرفت، دو گلوله به سر او زخم‌های سطحی و دیگری به قلبش اصابت کرد. او از اسبش که از ناحیه گردن مورد اصابت گلوله قرار گرفته بود، به زمین افتاد و تقریباً بلافاصله درگذشت. جسد او بیست و چهار ساعت در آنجا ماند، زیرا همراهانش، از ترس سرنوشتی مشابه، وحشت‌زده فرار کرده بودند.
بعدها، خوان گرگوریو ساریا و سرهنگ آپولینار موریلو اعتراف کردند که اوباندو آنها را متقاعد به ترور سوکره کرده بود. فرمانده خوان گرگوریو ساریا نیز اعتراف کرد که اوباندو به او پول داده بود تا سوکره را بکشد، زیرا سیاستمداران و افسران ضد بولیوار در بوگوتا وجود داشتند که می‌خواستند هم بولیوار و هم سوکره را از بین ببرند. سردسته جناح ضد بولیوار در بوگوتا، فرانسیسکو د پائولا سانتاندر بود که قبلاً به اوباندو یک مقام نظامی داده بود و همچنان همکار او باقی مانده بود. سانتاندر همچنین (بدون مدرک مستقیم) به عنوان توطئه‌گر در تلاش برای ترور بولیوار در 25 سپتامبر 1828 متهم شده است. پس از یک محاکمه نظامی سریع که در آن به اعدام محکوم شد، سانتاندر از طریق شورای وزیران مورد عفو قرار گرفت و با وجود ملاحظاتی، بولیوار حکم سانتاندر را تخفیف داد و او را تا زمان بازگشت به نیو گرانادا در سال 1832 تبعید کرد.  سه مأموری که بخشی از گروه ترور سوکره بودند، توسط آپولینار موریلو مسموم شدند تا از شهادت آنها در مورد قتل سوکره جلوگیری شود. در نهایت، سرهنگ آپولینار موریلو در 30 نوامبر 1842 به جرم قتل سوکره محکوم و در میدان اصلی بوگوتا تیرباران شد و خوزه ارازو در همان سال در زندان درگذشت. خوزه ماریا اوباندو به دلیل اینکه در اداره کائوکا بیش از حد قدرتمند بود، مصونیت قضایی دریافت کرد .

### مراسم تدفین و پس از آن
روز بعد، خدمتکار سوکره، گروهبانی به نام لورنزو کایسدو، با کمک دیگران، جسد را دفن کرد و قبر موقت را با صلیبی از شاخه‌های درخت علامت‌گذاری کرد. هنگامی که بیوه خبر ترور را دریافت کرد، فوراً بقایای سوکره را از بروکوس به کیتو آورد، جایی که مخفیانه در محراب کلیسای کوچک "ال دین" در یکی از املاک خود به خاک سپرده شدند. متعاقباً، او بقایای جسد را، آن هم مخفیانه، به صومعه کارمن باجو در کیتو منتقل کرد، جایی که آنها را رو به محراب اصلی کلیسا قرار داد. هفتاد سال بعد، در آوریل ۱۹۰۰، بقایای سوکره کشف شد و پس از تأیید دقیق اصالت آنها، در ۴ ژوئن ۱۹۰۰، در یک رژه باشکوه به رهبری هیئت اجرایی و وزرای او، مقامات عالی‌رتبه کلیسا و هیئت دیپلماتیک به کلیسای جامع کیتو منتقل شد. در آن زمان، دولت دستور ساخت یک سردابه را داد، اما تا سی و دو سال بعد، در ۴ آگوست ۱۹۳۲، افتتاح نشد. این آرامگاه شامل یک سنگ یکپارچه گرانیتی نه تنی از معادن آتشفشان پیچینچا بود. پوشش آن، که روی آن یک صلیب با نقش برجسته حک شده است، آنقدر سنگین بود که برای جابجایی آن به محل، به سی نفر نیاز بود.

طبق شماره ۴۹۵ روزنامه گاستا د کلمبیا در ۱۹ دسامبر ۱۸۳۰ ، ژنرال اوباندو، جاه‌طلب و قدرت‌طلب، به یک قاتل پول داد تا سوکره را بکشد. او به دروغ به قاتل اطلاع داد که سوکره خائن است و باید جلوی او گرفته شود زیرا قصد سوکره رفتن به کیتو و جدا کردن بخش کائوکا و سه بخش جنوبی کلمبیا و متحد کردن آنها با پرو بود. در واقع، سوکره، یکی از دست‌نشانده‌های بولیوار، قرار بود به کیتو برود تا از جدایی ناحیه اکوادور از کلمبیای بزرگ جلوگیری کند و در اسرع وقت در کیتو بازنشسته شود تا با همسرش زندگی آرامی داشته باشد. برخی معتقدند که سوکره به دستور ژنرال اوباندو ترور شد تا هیچ جانشین مشخصی برای بولیوار در کلمبیای بزرگ باقی نماند. بولیوار قبل از مرگش معتقد بود که سوکره تنها مردی است که می‌تواند کلمبیای بزرگ را دوباره متحد کند. با این حال، ژنرال‌های بولیوار و اکثر سیاستمدارانی که بخش‌های جداگانه کلمبیای بزرگ را اداره می‌کردند، برنامه‌های خودخواهانه و جاه‌طلبانه دیگری داشتند. به گفته مورخ توماس پولانکو آلکانتارا، سوکره نماینده «مکمل ضروری سیمون بولیوار» بود. بولیوار با شنیدن خبر مرگ سوکره گفت: "Se ha derramado, Dios excelso, la sangre del inocente Abel..." ("خون هابیل بی گناه ریخته شد، ای خدای متعال..."). بولیوار بعدها نوشت ( Gaceta de Colombia ، 4 ژوئیه 1830):
اگر روحش را در میدان پیروزی دمیده بود، با آخرین نفسش از آسمان به خاطر مرگ باشکوهش سپاسگزاری می‌کرد؛ اما با قتل ناجوانمردانه در کوهستانی تاریک، وظیفه پیگیری این جنایت و اتخاذ تدابیری برای جلوگیری از رسوایی‌های جدید و تکرار صحنه‌هایی به این غم‌انگیزی و دردناکی را بر دوش سرزمین پدری‌اش می‌گذارد.
سوکره در کلیسای جامع کیتو ، اکوادور ، به خاک سپرده شد ، زیرا او گفته بود: «می‌خواهم استخوان‌هایم برای همیشه در کیتو باشند »، جایی که همسرش، ماریانا دِ کارسلِن ای لارا، مارکیزِ سولاندا ، اهل آنجا بود.

## میراث
- فرودگاه کیتو به نام او نامگذاری شده است.
- ماهواره سنجش از دور شماره ۲ ونزوئلا (VRSS-2) که در سال ۲۰۱۷ پرتاب شد، به نام او نامگذاری شده است.
- استان سوکره در کلمبیا به نام او نامگذاری شده است.
- ایالت سوکره در ونزوئلا، که کومانا را در خود جای داده است، به نام او نامگذاری شده است.
- سوکره ، پایتخت بولیوی، به نام اوست.